# Sidi Boutayeb
Sidi Boutayeb  (in arabo سيدي بوطيب‎?) è un centro abitato e comune rurale del Marocco situato nella provincia di Boulemane, regione di Fès-Meknès. Conta una popolazione di 9 823 abitanti (censimento 2014).